# 福堡-中菲英市鎮
福堡-中菲英市鎮（丹麥語：Faaborg-Midtfyn Kommune）是丹麥的一個市鎮，位於菲英島中部，屬南丹麥大區。面積637平方公里，2009年人口52,108人。行政中心为灵厄。
2007年1月1日由原福堡市鎮和四個市鎮合併而成。